# I Hate Suzie
I Hate Suzie è una serie televisiva britannica di genere commedia nera creata da Lucy Prebble e Billie Piper. È prodotta da Bad Wolf in collaborazione con Sky Studios, mentre Prebble in qualità di showrunner.
La serie segna la terza collaborazione tra Prebble e Piper, che precedentemente hanno lavorato insieme in Diario di una squillo perbene e The Effect. I Hate Suzie segue l'attrice Suzie Pickles, la cui vita va in frantumi quando il suo cellulare viene hackerato e delle sue foto compromettenti vengono diffuse. Ogni episodio è focalizzato su "una delle otto fasi del trauma" che Suzie prova.

## Trama
Suzie Pickles è un'ex popstar adolescente e ora è un'attrice televisiva. Dopo che il suo telefono è stato violato e le sue fotografie condivise, Suzie lotta per conservare il suo matrimonio con Cob e proteggere suo figlio Frank. Nel frattempo, Naomi, amica e manager di Suzie, tenta di mantenere la sua carriera a galla.

## Episodi
| Stagione         | Episodi | Pubblicazione UK | Prima TV Italia |
| ---------------- | ------- | ---------------- | --------------- |
| Prima stagione   | 8       | 2020             | 2021            |
| Seconda stagione | 3       | 2022             | inedita         |

## Personaggi e interpreti

### Principali
- Suzie Pickles (stagioni 1-2), interpretata da Billie Piper, doppiata da Alessia Amendola.
Attrice e moglie di Cob.
- Naomi Jones (stagioni 1-2), interpretata da Leila Farzad, doppiata da Francesca Fiorentini.
Agente e migliore amica di Suzie.
- Cob Betterton (stagioni 1-2), interpretato da Daniel Ings, doppiato da Massimo Triggiani.
Professore di storia all’università e marito di Suzie.
- Carter Vaughan (stagione 1), interpretato da Nathaniel Martello-White, doppiato da Francesco Venditti.
Showrunner della serie in cui lavora Suzie.
- Frank Betterton (stagioni 1-2), interpretato da Matthew Jordan-Caws.
Figlio sordomuto di Suzie e Cob.
- Adam Jackson (stagione 2), interpretato da Layton Williams.

### Ricorrenti
- Karen Pickles (stagioni 1-2), interpretata da Lorraine Ashbourne, doppiata da Paola Giannetti.
Madre di Suzie.
- Phil Pickles (stagioni 1-2), interpretato da Phil Daniels, doppiato da Sergio Lucchetti.
Padre di Suzie.

### Guest
- Benjamin Detroit (stagione 1), interpretato da Dexter Fletcher, doppiato da Pasquale Anselmo.
Attore dipendente da cocaina.

## Produzione
Le scene interne di I Hate Suzie sono state girate interamente a Londra. Alcune scene esterne sono state filmate al Park Avenue e Mimms Hall Road nella città di Potters Bar, Hertfordshire. Per l'episodio "Denial", le scene in cui Suzie e Naomi partecipano ad un convegno di fantascienza, sono girate all'ExCeL London durante il MCM London Comic Con, nell'ottobre 2019.
Il 19 febbraio 2021 la serie è stata rinnovata per una seconda stagione.

## Distribuzione
I Hate Suzie ha debuttato su Sky Atlantic e Now il 27 agosto 2020 con tutti gli episodi. Il giorno seguente, è stata resa disponibile in Australia sul servizio di streaming Stan. Negli Stati Uniti è disponibile dal 19 novembre 2020 sul servizio di streaming HBO Max. In America Latina la serie è trasmessa dal 7 novembre 2020 su Warner. In Italia va in onda su Sky Atlantic dal 3 luglio 2021.
Nel Regno Unito la seconda stagione è stata trasmessa il 20 dicembre 2022.

## Accoglienza

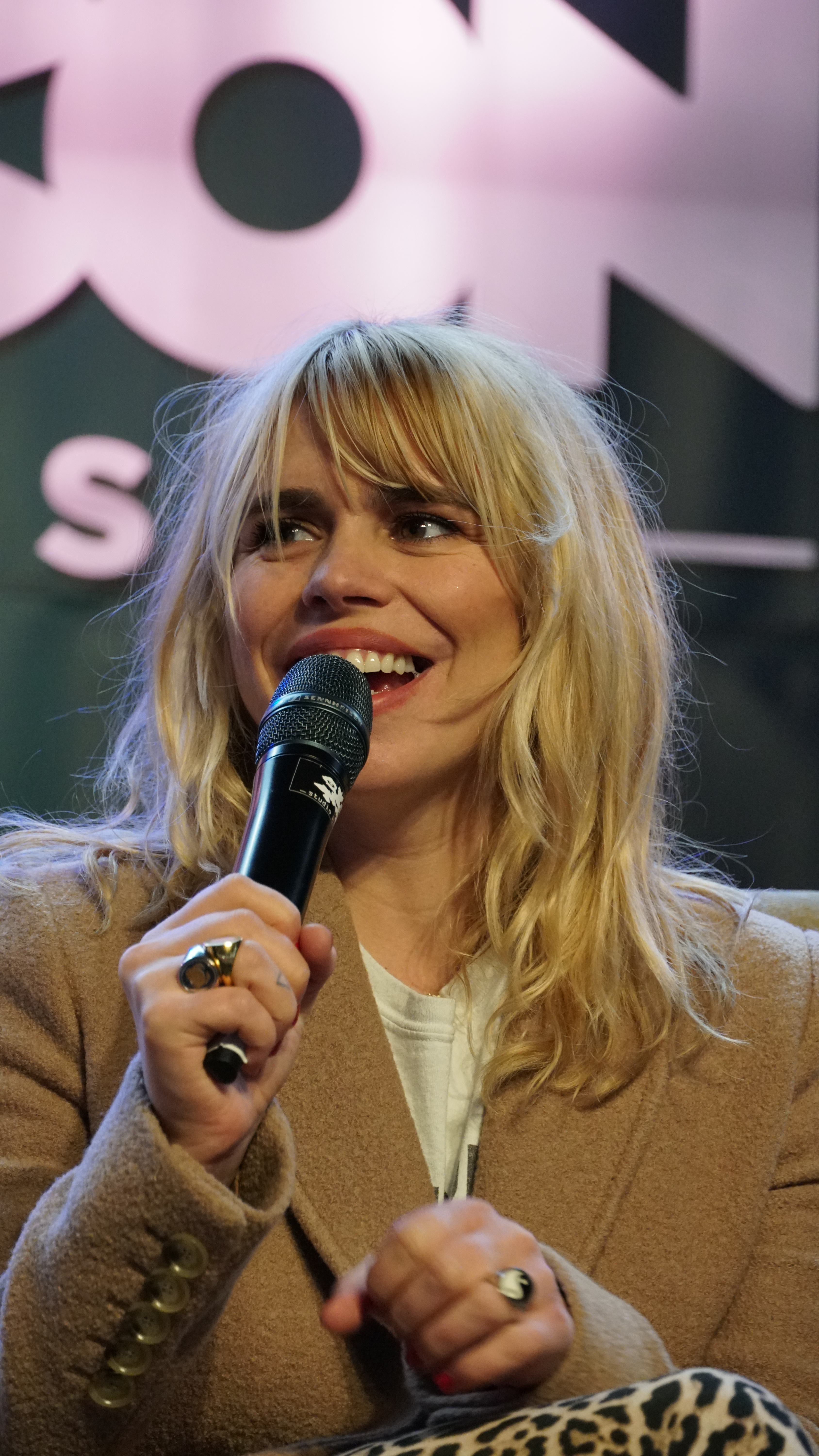
L'interpretazione di Piper è stata apprezzata dalla critica

### Stagione 1
La prima stagione I Hate Suzie è stata acclamata dalla critica, che ha apprezzato la scrittura e l'interpretazione di Piper. Sull'aggregatore di recensioni Rotten Tomatoes la prima stagione ottiene il 95% delle recensioni professionali positive, con un voto medio di 8,10 su 10 basato su 37 critiche. Il consenso critico del sito web indica, "Fissando nell'occhio della tempesta di una celebrità con uno stile frenetico, I Hate Suzie è una satira spietata su di una notorietà che è portata senza sforzo dall'interpretazione maniacale di Billie Piper." Metacritic, invece, ha assegnato un punteggio di 85 su 100 basato su 11 recensioni, indicando "Plauso universale".
Scrivendo per il Telegraph, Chris Bennion ha assegnato alla serie 5 su 5 stelle, dicendo "I Hate Suzie è un glorioso disordine di idee, un monumento potente e spumeggiante alla creatività dei suoi creatori." Lucy Mangan del The Guardian ha apprezzato la collaborazione tra Prebble e Piper, chiamando la serie una "corsa sfrenata che sembra un vero dono." Kristen Baldwin nella sua recensione per Entertainment Weekly ha valutato la serie con una valutazione di "A", affermando "un'esplorazione maledettamente brillante della femminilità moderna" la quale "racconta una storia del tutto unica sulla liberazione che deriva dall'esposizione [mediatica] totale." In a more critical review, Allison Keene di Paste considera la serie "confusa, ambiziosa, chic, yet in definitiva superficiale e sfuocata." Tuttavia ha riservato apprezzamento per la recitazione di Piper, definendo la sua performance "incredibilmente libera".

### Stagione 2
Sull'aggregatore di recensioni Rotten Tomatoes la seconda stagione ottiene il 100% delle recensioni professionali positive, con un voto medio di 8,60 su 10 basato su 10 critiche, mentre su Metacritic ha un punteggio di 87 su 100 basato su 6 recensioni.

## Riconoscimenti
- 2020 – Royal Television Society Craft & Design Awards[20]
  - Candidatura al miglior montaggio per una serie drammatica a Izabella Curry
- 2021 – British Academy Television Awards[21]
  - Candidatura alla migliore serie drammatica
  - Candidatura alla miglior attrice a Billie Piper
  - Candidatura alla miglior attrice non protagonista a Leila Farzad
- 2021 – British Academy Television Craft Awards[21]
  - Miglior talento emergente in una fiction a Georgi Banks-Davies
  - Candidatura alla miglior sceneggiatura per una serie drammatica a Lucy Prebble
- 2021 – Irish Film & Television Awards[22]
  - Candidatura al miglior trucco e acconciatura a Siobhan Harper-Ryan
- 2021 – Royal Television Society Programme Awards[23]
  - Candidatura alla miglior serie drammatica
  - Candidatura alla miglior sceneggiatura per una serie drammatica a Lucy Prebble
- 2023 – British Academy Television Awards[24]
  - Candidatura alla miglior attrice a Billie Piper
- 2023 – Royal Television Society Programme Awards[25]
  - Candidatura alla miglior attrice a Billie Piper
  - Miglior sceneggiatura per una serie drammatica a Lucy Prebble